# Golfový kroket
Golf kroket je varianta kroketu oblíbená zejména v Egyptě. Hraje se se stejným vybavením jako asociační kroket, avšak ve hře se nepoužívají žádné druhy krokovacího úderu, hlavním principem hry je pouze projíždění brankami. 

## Nástin hry
Hra je hrána údery holí do koule. Rozlišuje se hra deblová hraná čtyřmi hráči a hra singlová hraná dvěma hráči. V deblech hraje jedna strana dvou hráčů modrou a černou koulí a druhá strana červenou a žlutou a to tak, že každý hráč hraje vždy pouze s jednou a tou samou barvou. V singlech hraje každý hráč oběma koulemi své strany.
Cílem hry pro obě strany je dosáhnout, aby libovolná koule této strany projela brankami ve stanoveném pořadí. Bod si započítá strana, jejíž koule projede brankou jako první.
Koule jsou hrány v pořadí modrá, červená, černá a žlutá. Koule následující v pořadí po poslední odehrané kouli se nazývá strikerova koule a vlastník této koule striker.
Strana si může započítat pouze tu branku, která je v danou chvíli brankou v pořadí. Poté, co si tuto branku započítala libovolná koule, strana si smí započítat pouze další branku v pořadí.
Zejména při turnajích, kde na malé množství kurtů připadá velký počet účastníků, může dojít k tomu, že na kurtu jsou hrány paralelně dvě hry, zpravidla za použití odlišně zbarvených koulí nebo koulí s pruhem. Pokud k tomu dojde, měli by si být všichni hráči vědomi druhé hry a pokusit se vyhnout střetům. Koule z jiné hry mohou být markovány se souhlasem účastníků této hry. 

## Etiketa
Co se týká oděvu, je zvykem, že hráči na sobě mají oblečení převážně bílé barvy, u některých turnajů je to přímo vyžadováno. Diváci by se měli chovat tiše a nijak svojí přítomností nenarušovat průběh hry ani soustředěnost hráčů.
Hráči jsou zodpovědní za dodržování zásad slušného chování k ostatním hráčům, divákům, vybavení a kurtu. 

### Příklady nepřijatelného chování jsou
- Opuštění prostor kurtu bez dovolení protivníka, rozhodčího nebo manažera.
- Nabízení taktické rady komukoli jinému než vlastnímu partnerovi.
- Zneužití hole nebo jiného vybavení.
- Vyrušování jiných hráčů během zápasu.
- Rušení strikera stáním, nebo pohybem před ním nebo i jinak, s výjimkou, kdy je to povoleno nebo vyžadováno pravidly.
- Agresivní nebo opakované hádky s protivníkem nebo agresivita vůči němu.
- Záměrně nebo opakovaně hraje s partnerskou koulí.
- Neschopnost hrát s rozumnou rychlostí. Hráči by neměli marnit čas.
- Hraní poté, co protivník zřetelně požádal o přerušení hry, aby se umožnilo posouzení stavu nebo aby byla umístěna koule.
- Poskytování chybných informací protivníkovi, o něž byl hráč požádán.
- Odmítnutí přijmout rozhodnutí rozhodčího ve věcech faktického rázu nebo neprokazování respektu vůči rozhodčímu.
- Takové jednání, které může znevážit hru.

Za nepřítomnosti rozhodčího jsou hráči sami zodpovědní za sledování chování během zápasu. Jestliže se hráč chová nepřijatelným způsobem, protivník by na toto chování měl upozornit, a varovat jej, aby tak již nečinil. Pokud je toto varování zpochybněno, měl by být zavolán rozhodčí nebo manažer.

## Golf kroket v Česku
Díky jednodušším pravidlům je golf kroket oproti asociačnímu kroketu snazší a jednotlivé hry jsou časově méně náročné, čímž se stal golf kroket atraktivnější jak pro hráče, tak pro diváky a v posledních letech se stal v Česku velmi populární. Většina hráčů se věnuje jak asociačnímu, tak golf kroketu.